# 高雄州廳

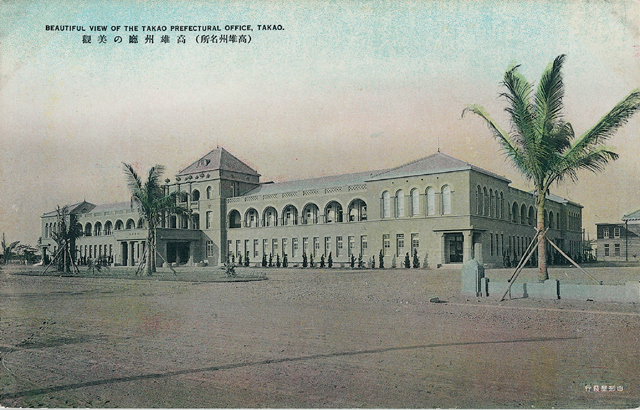
第二代高雄州廳

高雄州廳位在今日高雄市前金區，是日治時期高雄州的行政中心所在地。1920年設置高雄州後，第一代的高雄州廳是設置於山下町一丁目的打狗公館，今鼓山一路105號址。1931年遷至前金的新州廳，戰後州廳改做高雄地方法院，並在1987年拆除改建。

## 第一代州廳

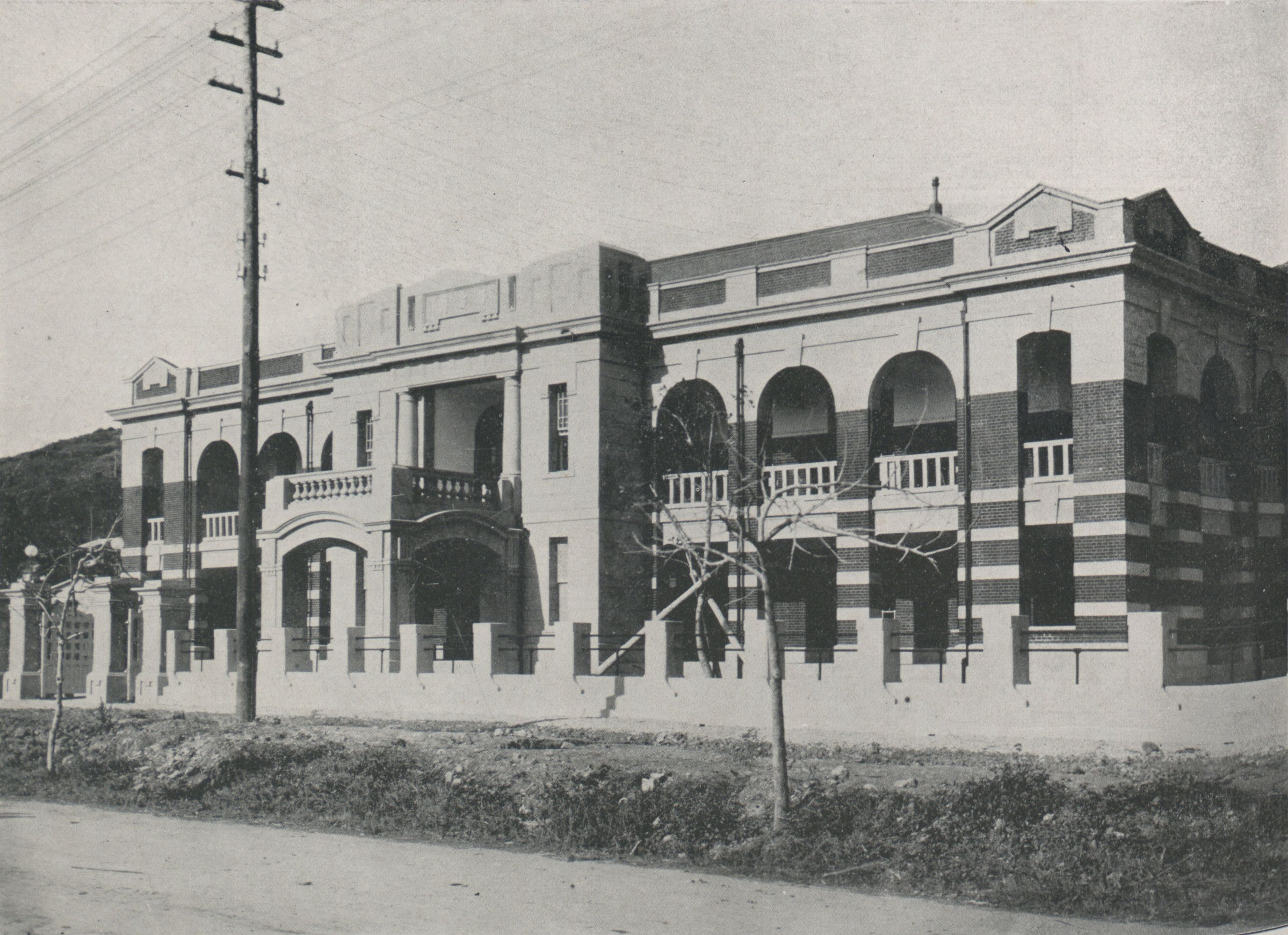
第一代高雄州廳（打狗公館）

### 打狗公館
第一代州廳設於原打狗公館，此處是由打狗內地人組合集資創設，因為當時打狗缺乏公眾集會場所，在1912年便有內地人組合長古賀三千人等人發議要建造打狗公館，當初託請臺南廳土木係，由臺南廳技手若林又藏設計，甚至預計要讓建築規模超越臺南公館 ，建設敷地在舊打狗驛前，鐵道部所屬之空地，建坪約一百二十坪，其中煉瓦造本館約百坪，樓上可容納三百人宴會，樓下設置事務所及講習所，可容納生徒三十八名，並設置應接所、便所、置物室、宿直室等。
後來的建築經費按定三萬圓，在前任打狗支廳長高橋傳吉和古賀三千人等人的斡旋下，由台南慈惠院借出二萬元、台灣銀行借出一萬元。建築工事由鹿野組包辦，洋灰則由井井組包給，約一千八百八十圓。1914年完工後一樓有內地人組合、防疫組合、商公會等事務室，二樓則有百坪之大廳事，供「打狗公會」使用。邱文鸞在《臺灣旅行記》寫到此建築堂名「萬古傳」，周遭有桄榔樹。1916年3月時古賀三千人在此舉辦結婚披露宴，同年5月11日樺山資紀拜訪此處
1916年時，打狗內地人組合倡設「打狗文庫」，設置於打狗公館內，屬於財團法人打狗公會的附屬事業，1924年移由高雄俱樂部管理，1927年遷出至原第一幼稚園處，1925年寄附予市役所後，正式成為了高雄市立圖書館。

### 高雄州廳
臺灣總督府公布《臺灣州制》，設置高雄州，打狗公館無償提供作為高雄州廳的廳舍使用，1923年日本攝政皇太子裕仁台灣行啟時曾來訪此處。

### 高雄公會堂與高雄圖書館
1931年州廳遷至前金的新址後，此建築便改做高雄公會堂，高雄圖書館也遷回公會堂一樓。有些當地居民仍稱該地為「舊州廳」。1931年「高雄港勢展覽會」時曾作為第一會場本館，展出高雄各項建設與社會經濟活動。1941年時畫家邱潤銀曾在此舉辦個展。然而二戰時發生高雄大空襲，公會堂與圖書館建築受到轟炸而受損，邱潤銀存放於高雄公會堂的畫作也大量毀損。戰後圖書館遷往他處，而打狗公館建築經修復，輾轉成為「高雄市警察局第四分局」，並在1975年拆除重建，原址今為高雄市政府警察局鼓山分局。

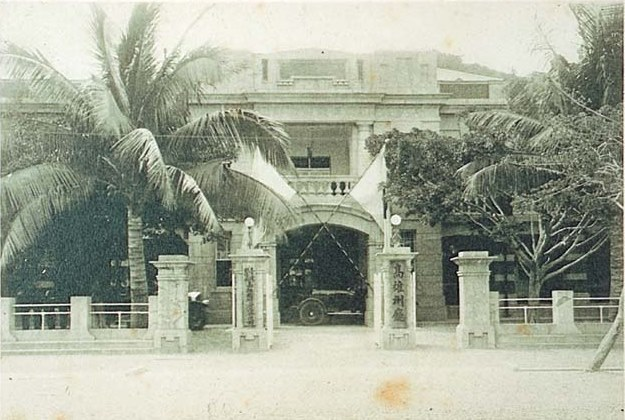
1923年日本攝政皇太子裕仁入內參觀第一代高雄州廳（今五福四路與鼓山一路交叉路底），座車則停在州廳大門口。
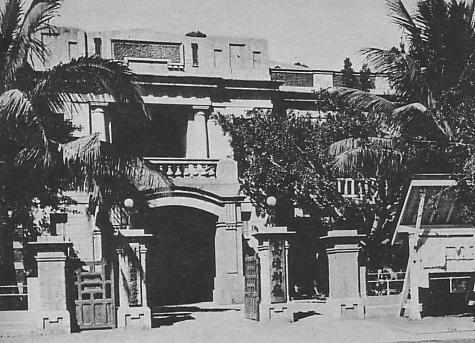
第一代高雄州廳

## 第二代州廳

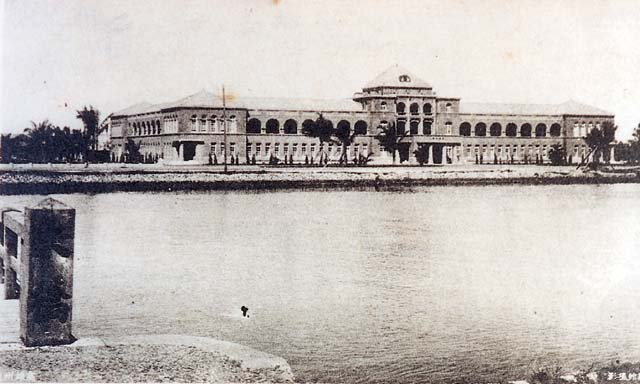
新高雄州廳與大橋

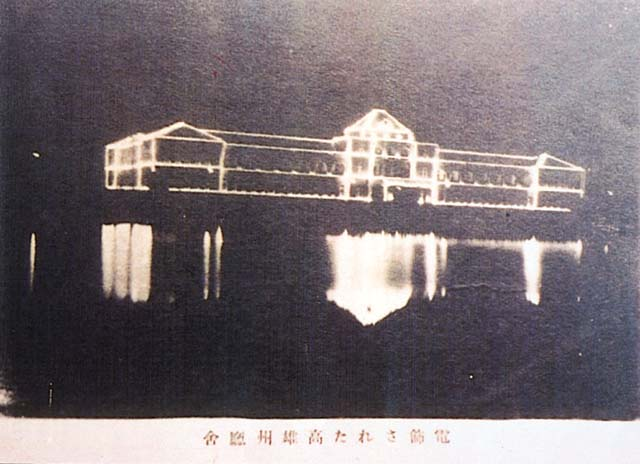
1930年（昭和5年）愛河邊的州廳廳舍燈飾夜色。

### 高雄州廳
新州廳由山下町遷至前金，座落於愛河畔。1929年5月16日與隔壁的青年會館一同舉行起工式，前者工費五十萬圓，後者十二萬圓。1931年（昭和6年）3月20日完工，5月1日舉行落成式，包含台灣總督太田政弘與新竹州知事田端幸三郎等人皆有出席。高雄市役所為慶祝高雄州廳落成與全島實業大會舉辦及高雄海洋觀測所成立，並為宣揚高雄各項經建成果，乃於5月1日至7日舉行「高雄港勢展覽會」。此外，州廳落成前的4月24日，州廳前的「大橋」（今中正橋）也竣工，民間常稱為「州廳橋」。大橋原為木頭搭建，1938年由清水組設計，改為水泥橋，又在1992年改建成現今的中正橋。
新州廳總建坪約一千兩百八十二坪，建築由高雄州土木課設計監督，建築採用近世羅曼式建築風格（原文：樣式ローマネスクを加味したろ近世式），外型華美，倒映在愛河河面上，構成一幅優美的風景圖，與高雄市役所（市政府）、高雄驛（火車站）並稱日治時代高雄之三大帝冠式建築。

大分事件等布農族抗日事件後後，1933年拉荷·阿雷帶領塔馬荷社人，在高雄州廳與日本人舉辦mapakasil（和解儀式），日本人則稱為「歸順儀式」。

### 高雄地方法院
第二次世界大戰時期受盟軍空襲轟炸而右臂損毀，戰後修復重建，改為高雄地方法院使用（地方法院原本使用高雄檢糖支所的建築）。1966年曾大幅整修，此次整修將建築外觀的裝飾簡化。1987年，地方法院將州廳建築拆除改建，新建築由朱祖明設計。

## 圖集

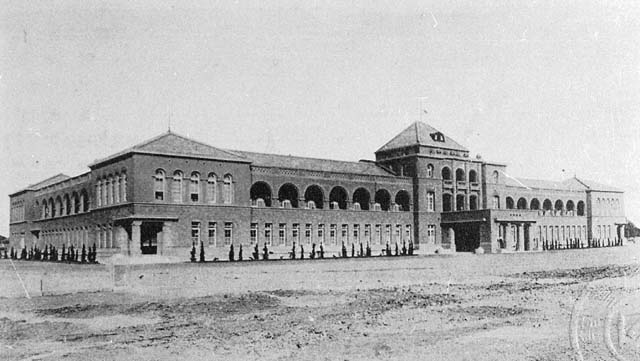
1930年的第二代高雄州廳
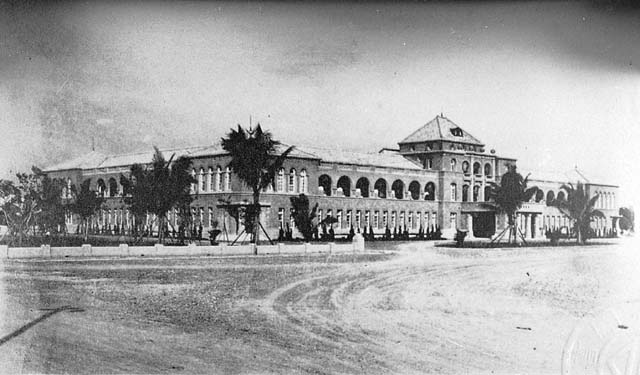
由山下町遷至前金新落成之廳舍
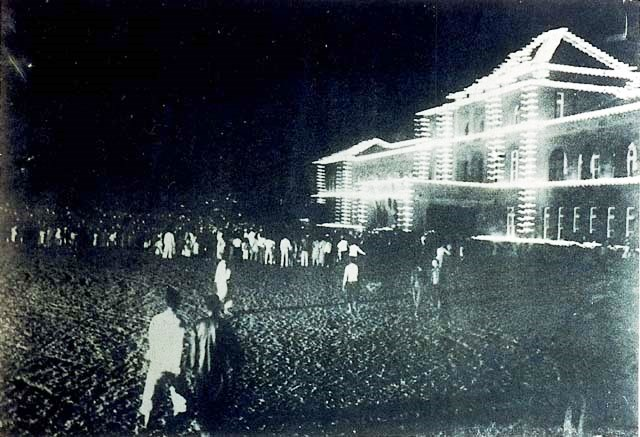
1930年的州廳廳舍燈飾夜色
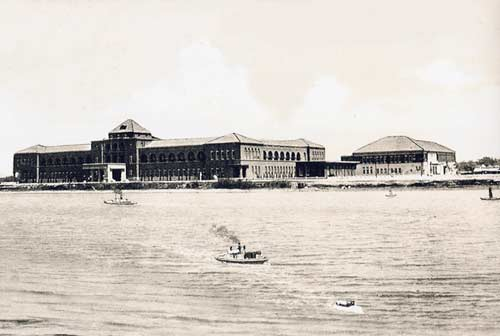
第二代高雄州廳與右側的青年會館
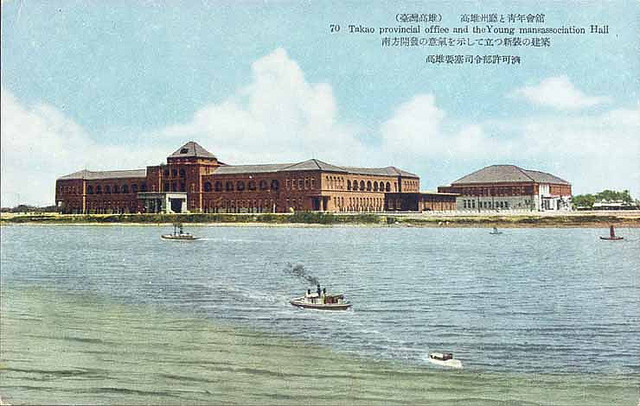
第二代高雄州廳與右側的青年會館
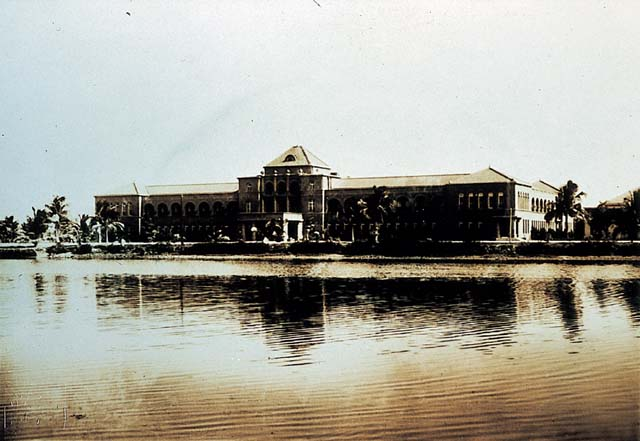
高雄新州廳倒映在愛河河面上
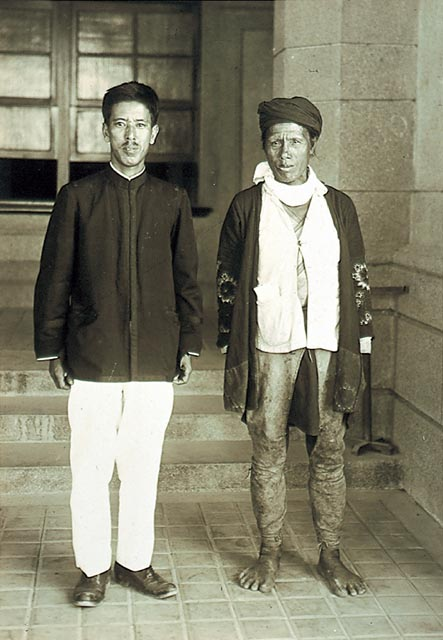
1933年在高雄州廳的拉荷·阿雷
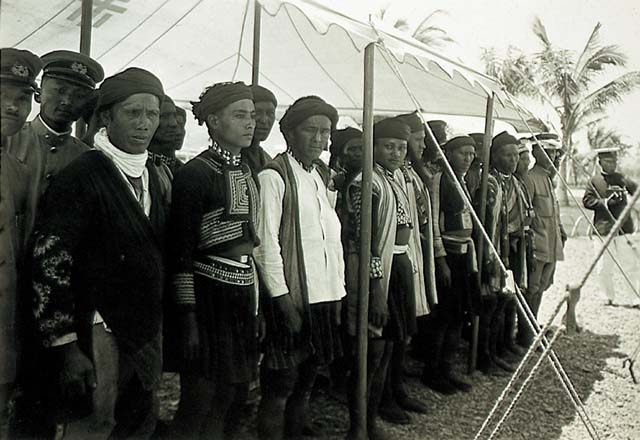
1933年在高雄州廳的布農族塔馬荷社人
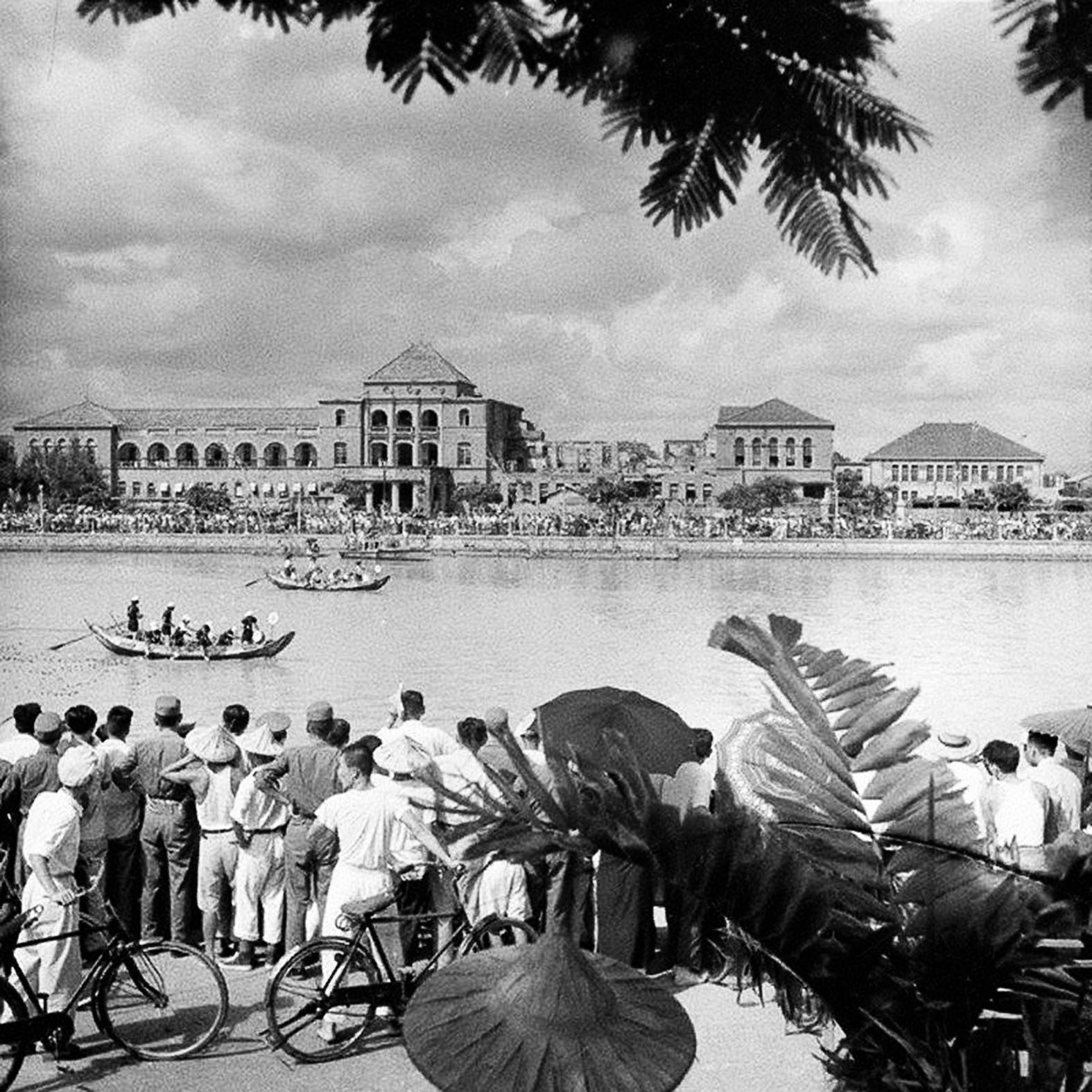
戰後的高雄地方法院，可見受毀損的右臂
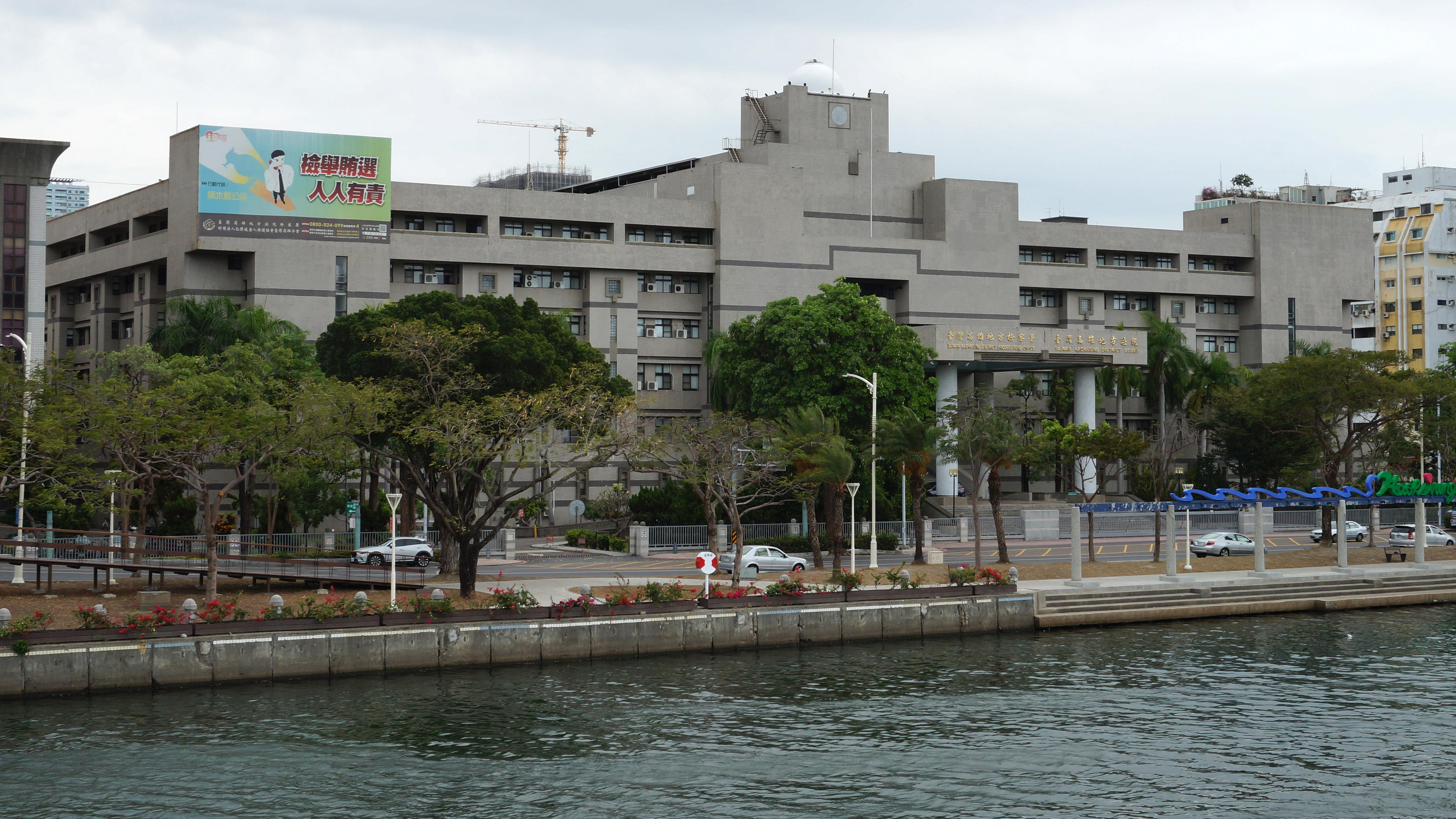
1987年重建後的高雄地方法院